# Championnat du Costa Rica de football 1937
Navigation
Saison précédente Saison suivante
La Primera División 1937 est la dix-septième édition de la première division costaricienne.
Lors de ce tournoi, le CS Cartagines a tenté de conserver son titre de champion du Costa Rica face aux cinq meilleurs clubs costariciens.
Chacun des six clubs participant était confronté deux fois aux cinq autres équipes.

## Les 6 clubs participants
| \| San José: Gimnástica Española CS La Libertad LD Alajuelense CS Cartagines I San José CS Herediano I San José Orión FC \| Localisation des clubs engagés dans le championnat. |
| San José: Gimnástica Española CS La Libertad LD Alajuelense CS Cartagines I San José CS Herediano I San José Orión FC                                                           |

| Club                | Stade                        | Capacité          | Ville      |
| LD Alajuelense      | Stade inconnu                | Capacité inconnue | Alajuela   |
| CS Cartagines       | Stade inconnu                | Capacité inconnue | Cartago    |
| Gimnástica Española | Stade inconnu                | Capacité inconnue | San José   |
| CS Herediano        | Stade inconnu                | Capacité inconnue | Heredia    |
| CS La Libertad      | Stade national du Costa Rica | 25 500            | San José   |
| Orión FC            | Stade Lito Monge             | 27 500            | Curridabat |

## Compétition
Les six équipes s'affrontent à deux reprises selon un calendrier tiré aléatoirement. Le dernier du classement joue le barrage de relégation face au champion de Segunda División
Le classement est établi sur l'ancien barème de points (victoire à 2 points, match nul à 1, défaite à 0).
Le départage final se fait selon les critères suivants :
- Le nombre de points.
- Un match de départage.

### Classement
| Rang | Équipe              | Pts | J  | G | N | P | Bp | Bc | Diff |
| ---- | ------------------- | --- | -- | - | - | - | -- | -- | ---- |
| 1    | CS Herediano        | 12  | 10 | 5 | 2 | 3 | 36 | 26 | +10  |
| 2    | Gimnástica Española | 11  | 10 | 5 | 1 | 4 | 28 | 20 | +8   |
| 3    | CS Cartagines (T)   | 11  | 10 | 4 | 3 | 3 | 28 | 25 | +3   |
| 4    | CS La Libertad      | 11  | 10 | 4 | 3 | 3 | 15 | 16 | -1   |
| 5    | Orión FC            | 9   | 10 | 4 | 1 | 5 | 17 | 19 | -2   |
| 6    | LD Alajuelense      | 6   | 10 | 1 | 4 | 5 | 18 | 36 | -18  |

| Légende : Qualifications et relégations | Légende : Qualifications et relégations                    |
| --------------------------------------- | ---------------------------------------------------------- |
|                                         | Qualifié pour le barrage de relégation en Segunda División |
|                                         | (T) : Tenant du titre                                      |

### Barrage de relégation
| Club           | Aller | Retour | Club        | Commentaire |
| LD Alajuelense | 8-2   | 1-0    | AD La Unión |             |

## Bilan du tournoi
| Tableau d'Honneur |              |
| Compétition       | Vainqueur    |
| Primera División  | CS Herediano |

| Promotions et relégations   |       |
| Relégué en Segunda División | Aucun |
| Promu de Segunda División   | Aucun |